# Bernard Ginoux
 (août 2021).
Pour les articles homonymes, voir Ginoux.
Bernard Ginoux, né le 14 octobre 1947 à Avignon, est un évêque catholique français, évêque de Montauban de 2007 à 2022.

## Biographie

### Formation
Après des études à l'université d'Aix-en-Provence où il obtient une maîtrise en lettres classiques en 1969, complétée par un CAPES en lettres modernes en 1974, il enseigne pendant 10 ans dans un lycée de Carpentras, de 1970 à 1980.
Entré au séminaire interdiocésain d'Avignon en 1980, il poursuit sa formation au séminaire français à Rome à partir de 1982, où il obtient une licence canonique en théologie morale à l'Université pontificale grégorienne en 1986.

### Principaux ministères
Il est ordonné prêtre le 29 juin 1986 pour l'archidiocèse d'Avignon.
En complément d'un ministère paroissial à Orange, comme vicaire, puis curé à partir de 2001, il assume plusieurs responsabilités à l'échelle du diocèse comme aumônier du monde scolaire et de la pastorale des jeunes, aumônier diocésain de l'enseignement public et aumônier diocésain des hôpitaux.
Nommé évêque de Montauban le 11 mai 2007, il est consacré le 2 septembre 2007 par l'archevêque de Toulouse, Robert Le Gall.
Le pape François accepte sa démission à quelques jours de ses 75 ans, le 1er octobre 2022.
Il s'établit alors au sanctuaire Notre-Dame-de-Grâce à Rochefort-du-Gard, dont il devient le chapelain.

### Devise épiscopale
« Servite Domino in laetitia », « Servez le Seigneur dans la joie » (Ps 100. 2).

## Prises de position

### Sur la légalisation du travail du dimanche
Dans un bulletin publié début janvier 2008, Bernard Ginoux s'oppose ouvertement à la légalisation du travail du dimanche, considérant cette mesure comme « contraire au bien social ».
Il considère que l'affirmation que seuls des volontaires travailleront le dimanche est un leurre et risque d'aboutir à un « éclatement plus grand de la cellule familiale ».

### Sur l'avortement
Bernard Ginoux réagit aux prises de position du Mouvement rural de jeunesse chrétienne qui estime que le droit à l'avortement est un droit fondamental, les menaçant de leur retirer toute aide financière ou matérielle.

### Sur les Gilets jaunes
En 2018-2019, il soutient activement le mouvement des Gilets jaunes,.